# 吉川惟足

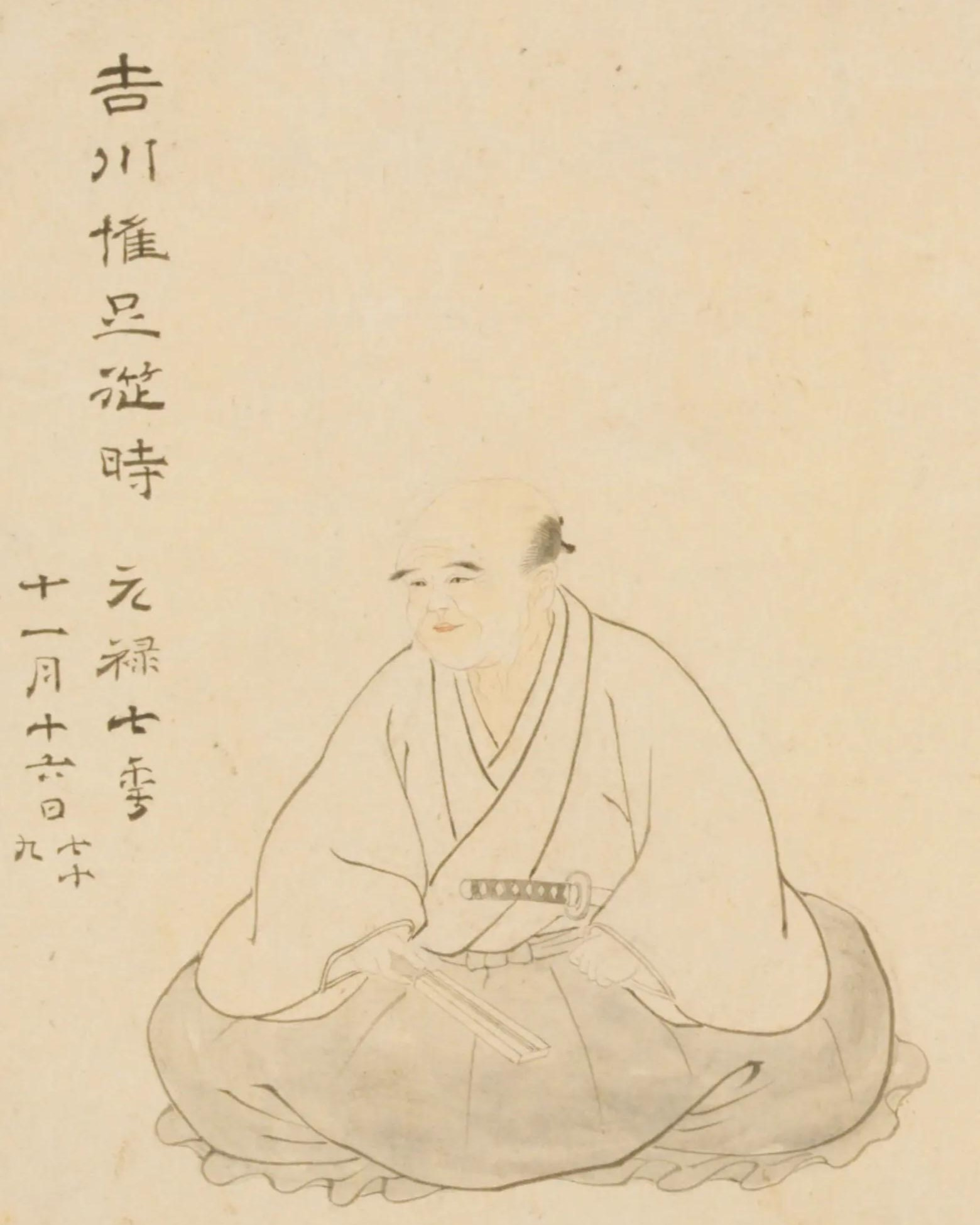
吉川惟足（『肖像集』）

吉川 惟足（よしかわ/きっかわ これたり/これたる、元和2年（1616年） - 元禄7年11月16日（1695年1月1日））は、江戸時代前期の神道家。吉川神道の創始者。初名は元成と称し、後に惟足と改め、その後、萩原兼従の門下に入ったおりに一字を取り、従時と称した。号は視吾堂・相山隠山・相山隠士など称す。姓は「きっかわ」、名は「これたる」とも伝わる。

## 経歴
元和2年（1616年）、江戸日本橋にて誕生。幼名を千代松丸（または、千代松）。
幼少の頃は大阪・堺で暮らすが、9歳のときに父が病死したため、江戸日本橋の商家に養子に入りした。業種は薬種、魚屋と諸説ある。屋号は、尼崎屋五郎左衛門、張物屋七右衛門の2説がある。家業を継ぎ商人として精励するが、寛永11年（1634年）に養父とも死別。以後、商いは順調でなかったため、慶安4年（1651年）に鎌倉へ隠居した。
鎌倉で歌道に勤しむ中で日本古典にも目を向け、『神代巻』や『中臣祓』など神道への興味が生じる。ところが『中臣祓』の講義などを聴くが神典の文意は理解し難く、そんなおりに京都に萩原兼従の存在を知り、承応2年（1653年）に京都へ出てその門下に入る。明暦2年（1656年）に兼従から吉田神道の唯一神道奥義を伝授され、それを基盤とした新しい流派「吉川神道」を開いた。その後、江戸に戻り江戸幕府4代将軍・徳川家綱をはじめ、紀州徳川家・加賀前田家・会津保科家などの諸大名の信任を得て、天和2年（1667年）には5代将軍・徳川綱吉から幕府神道方を命じられた。
元禄7年11月16日（1695年1月1日）、死去。
以後、吉川家の子孫は幕府神道方を世襲した。また、会津藩からも合力米が給付されていた（はじめ50俵、後に30俵）、会津の古文書「續日記類寄續編」御知行・御扶持・御合力 の部に記録がある。具体的には、天保13年（1842年）12月28日江戸よりの書、表題は「吉川四方之進殿へ遣わされ候御合力米　嫡子富之進殿へ進ぜられ候節の事」の中に、「御代々神道御相伝格別の形をもって（中略）富之進殿へ年々30俵ずつ」とある。
なお、惟足の思想は江戸・会津・水戸などにも広まったが、後には弟子の山崎闇斎が提唱した垂加神道の勢力とほぼ合流した。

## 関連書籍
- 「玉伝秘訣」「土金之秘訣」「君道伝」平重道校注『日本思想大系　近世神道論・前期国学』岩波書店、1972